# Pauxi pauxi
Pauxi pauxi là một loài chim trong họ Cracidae.

## Phân loài
- Pauxi pauxi gilliardi Wetmore & Phelps, 1943
- Pauxi pauxi pauxi Linnaeus, 1766